# Washingley
Washingley – przysiółek w Anglii, w Cambridgeshire. Leży 20,3 km od miasta Huntingdon, 43,4 km od miasta Cambridge i 109,8 km od Londynu. W 1931 roku civil parish liczyła 69 mieszkańców. Washingley jest wspomniana w Domesday Book (1086) jako Wasingelei(a).

## Etymologia
Źródło:.

Nazwa miejscowości na przestrzeni wieków:
- XI w. – Wasingelei
- XIII w. – Wasingel'/Wassinglai
- XV w. – Wassyngele